# Chris Lokesa
Chris-Emmanuel Lokesa (7 november 2004) is een Belgisch voetballer die in december 2022 overstapte van RSC Anderlecht naar RKC Waalwijk.

## Clubcarrière

### Jeugd
Lokesa begon op zesjarige leeftijd met voetballen bij Zonhoven. Twee jaar later kwam KRC Genk hem er wegplukken. In 2020 ruilde de vijftienjarige Lokesa de jeugdopleiding van Genk voor die van RSC Anderlecht. In juli 2021 mocht hij met de A-kern mee op zomerstage naar Alkmaar. Op 16 juli 2021 scoorde hij het enige paars-witte doelpunt in een 1-1-gelijkspel tegen OFI Kreta.

### RSCA Futures
Op 21 augustus 2022 maakte hij zijn profdebuut in het shirt van RSCA Futures, het beloftenelftal van Anderlecht dat vanaf het seizoen 2022/23 aantreedt in Eerste klasse B: op de tweede competitiespeeldag liet trainer Robin Veldman hem tegen Lommel SK in de 81e minuut invallen voor Antoine Colassin. Na drie invalbeurten kreeg hij op 16 oktober 2022 zijn eerste basisplaats tegen Jong Genk. Uitgerekend tegen zijn ex-club opende Lokesa zijn doelpuntenrekening in het profvoetbal. Desondanks ging RSCA Futures met 3-2 onderuit.
Op de twaalfde competitiespeeldag had Lokesa met twee goals en een assist een stevige voet in de 3-0-zege tegen SL 16 FC. Lokesa klokte uiteindelijk af op elf competitiewedstrijden voor de RSCA Futures, waarin hij driemaal scoorde. Bij zijn vertrek in december 2022 had enkel Lucas Stassin dat seizoen vaker gescoord voor de Anderlecht-beloften.

### RKC Waalwijk
Op 16 december 2022 ondertekende Lokesa een contract van drieënhalf jaar bij de Nederlandse eredivisieclub RKC Waalwijk. Op 23 april 2023 maakte hij zijn officiële debuut voor de club: in de competitiewedstrijd tegen AZ (3-0-nederlaag) liet trainer Joseph Oosting hem in de 80e minuut invallen.

## Clubstatistieken
| Seizoen         | Club            | Land               | Competitie      | Competitie | Competitie | Beker | Beker | Supercup | Supercup | Europees | Europees | Totaal | Totaal |
| Seizoen         | Club            | Land               | Competitie      | Wed.       | Dlp.       | Wed.  | Dlp.  | Wed.     | Dlp.     | Wed.     | Dlp.     | Wed.   | Dlp.   |
| --------------- | --------------- | ------------------ | --------------- | ---------- | ---------- | ----- | ----- | -------- | -------- | -------- | -------- | ------ | ------ |
| 2022/23         | RSCA Futures    | Vlag van België    | Eerste klasse B | 11         | 3          | —     | —     | —        | —        | —        | —        | 11     | 3      |
| 2022/23         | RKC Waalwijk    | Vlag van Nederland | Eredivisie      | 1          | 0          | 0     | 0     | —        | —        | —        | —        | 1      | 0      |
| 2023/24         | RKC Waalwijk    | Vlag van Nederland | Eredivisie      | 31         | 1          | 1     | 2     | —        | —        | —        | —        | 32     | 3      |
| Carrière totaal | Carrière totaal | Carrière totaal    | Carrière totaal | 43         | 4          | 1     | 2     | 0        | 0        | 0        | 0        | 44     | 6      |

Bijgewerkt op 3 februari 2024.